# Alfred Kunze, Továrna na stroje a osobní automobily
Alfred Kunze, Továrna na stroje a osobní automobily byl československý výrobce automobilů.

## Historie firmy
Společnost působící v Růžodole u Liberce byla strojírenskou a opravárenskou firmou, od roku 1925 vyráběla ale i automobily se značkou AKA. Výrobu však ukončila ve stejném roce.

## Vozidla
Firma vyrobila jen několik osobních a nákladních automobilů. Podle jiného zdroje je jejich výroba doposud nedoložena.